# アレス・ハードリチカ
アロイス・フェルディナント・ハルドリチカ（チェコ語: Alois Ferdinand Hrdlička, 1869年3月29日 - 1943年9月5日)は、チェコの人類学者である。オーストリア＝ハンガリー帝国のフンポレツ(現在のチェコ共和国)出身。
スミソニアン博物館の国立自然史博物館の初代館長でもある。
1918年にアレス・ハルドリチカ (Aleš Hrdlička)に改名した。

## 生涯

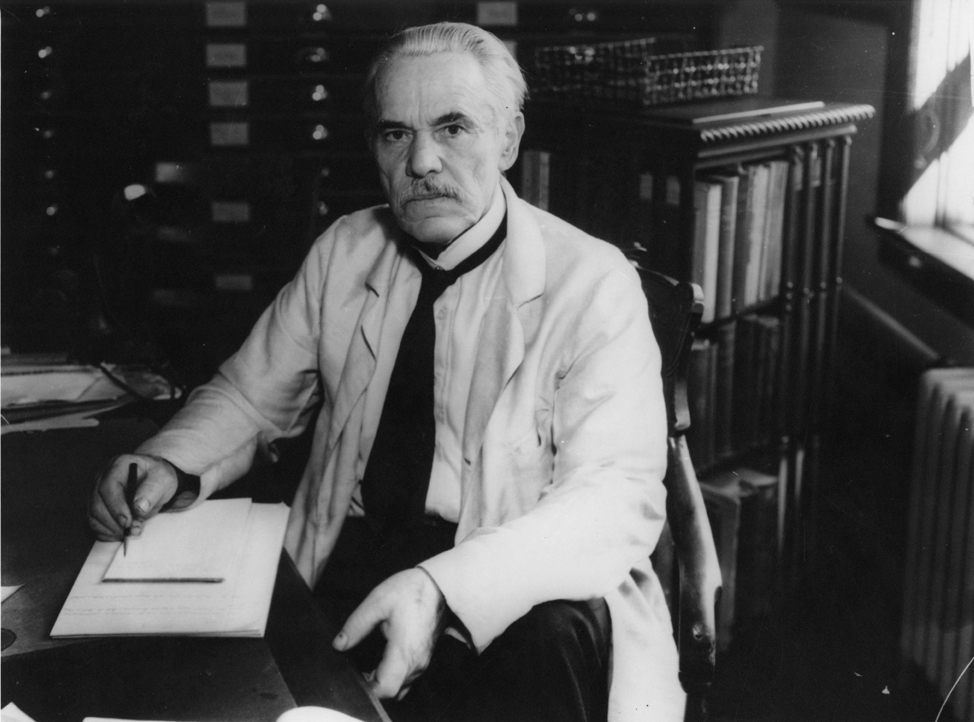
アレス・ハルドリチカ (1930年)

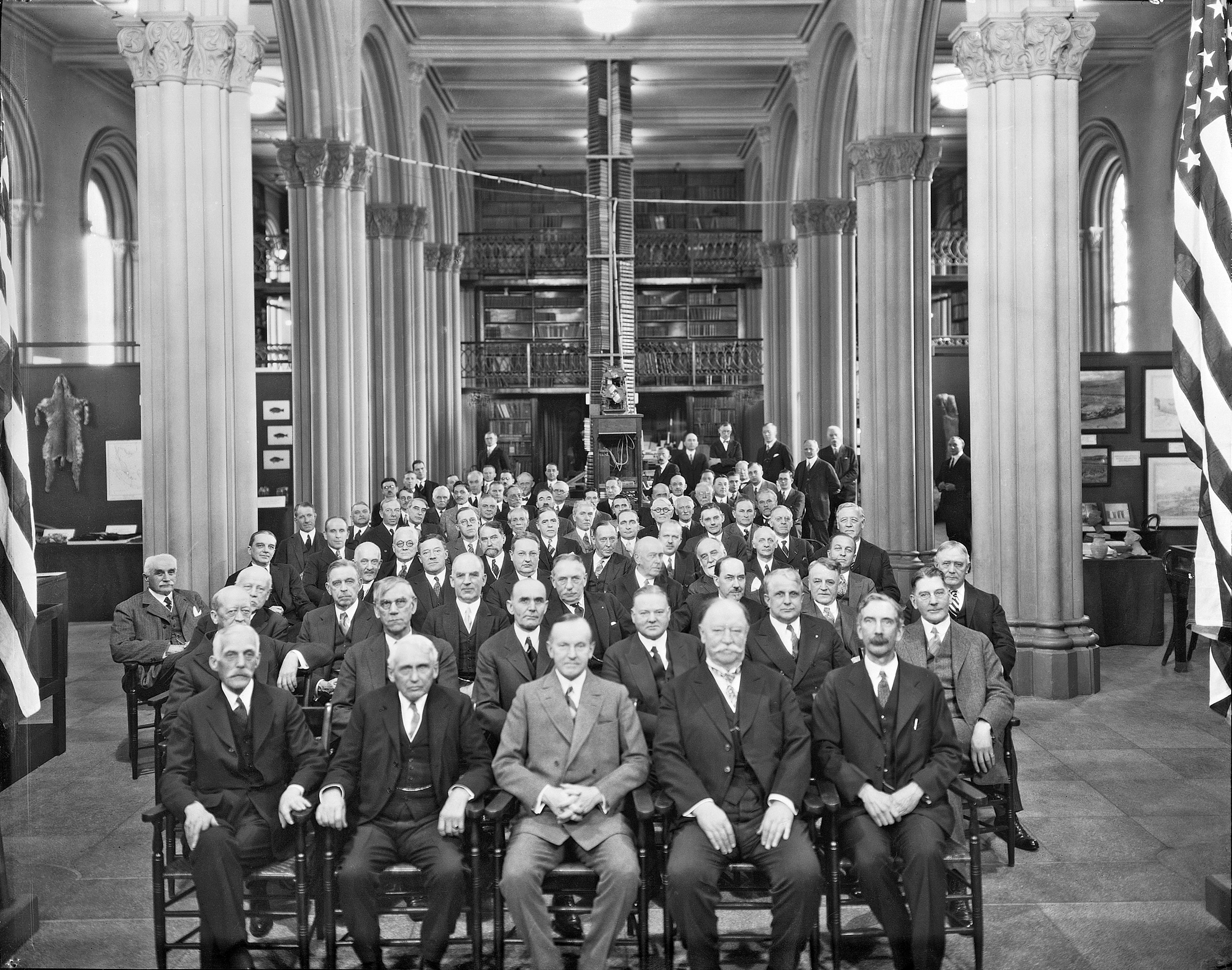
スミソニアン博物館での会議 、ハルドリチカは前から8列目の左から5番目 (一番右)に座っている。

1869年、チェコのフンポレツに生まれた。生まれたその翌日に聖ニコラス教会(Kostel Svatého Mikuláše)にて洗礼を受けた。アロイスの母、カロリーナ・ハルドリチカ(Karolína Hrdličková)は一人でアロイスに教育を施し、そこで得た技術や知識のおかげで、息子は初等学校を飛び級できた。一家は1881年にアメリカ合衆国に移住した。アメリカに移住後のハルドリチカ一家は仕事に恵まれず、アロイスの父、マクスミリアン・ハルドリチカ(Maxmilian Hrdlička)には、アロイスを含めて7人の子供がいた。思春期のアロイスは父とともに葉巻製造工場で働いた。アロイスは英語力を向上させるために夜間学校に通った。
18歳の時、彼は結核に苦しんだ経験から医学を勉強しようと決心した。1889年、アロイスは折衷医科大学およびニューヨーク医科大学で学び始めた。医学の修了にあたって、アロイスは1894年にボルティモアで受験した。当初、彼は人体測定学(Anthropometry)を学んでいた病院、ミドルタウン精神病院(Middletown Asylum)で働いていた。1896年、アロイスは当時よく知られていた科学分野であった人類学の専門家とともに研究するため、パリに移住した。パリではポール・ブロッカが設立し、その弟子が維持していた人類学研究学校(École and Laboratoire d’Anthropologie)で4ヶ月過ごした。
1898年から1903年にかけて、アロイスが科学研究のためにアメリカに留学していたころ、過去3000年間で東アジアからアメリカ合衆国へ移住した人数について注目し、その記録を取った最初の科学者となった。彼はモンゴル人、チベット人、シベリア人、アラスカ人の骨格を調査し、インディアンがアジアからベーリング海峡を経由してアメリカ大陸に移住したことを唱えた。ハルドリチカは1903年国立形質人類学博物館（現在のスミソニアン博物館国立自然史博物館）の初代キュレーター (学芸員)になり、アメリカ形質人類学誌(American Journal of Physical Anthropology)を発刊した。彼の出版した雑誌は1942年、29巻にまで達した。
ハルドリチカは頭蓋骨の実験に関わっていた。彼は自分の仲間が海外で研究するのを後援し、1930年に彼の仲間の探検家でもあるインドゥリッシュ・マティエカ(Jindřich Matiegka)が設立した、生まれ故郷であるプラハの人類学研究所に寄付をしていた。のちにこの研究所の名前はハルドリチカの名前を取って改名された。1927年トーマス・ハックスリー記念賞受賞。
1943年9月5日、首都ワシントンで亡くなる。

## ヨーロッパ仮説
ハルドリチカは人間の起源に興味を持っており、彼は人類の進化論とアジア仮説の批評家であり、それらの理論を支持する証拠はほとんどないと主張した。ハルドリチカは、ほとんどの科学者がヒト科と分類したラマピテクスなどの発見を却下し、人類の祖先とは関係のない類人猿の化石に過ぎないと信じていた。ハルドリチカは人類の起源は中央アジアではなく中央ヨーロッパあると述べていた。現在、彼の仮説は衰退し、アフリカ単一起源説に取って代わられている。

## 私生活
1896年8月6日、ハルドリチカはドイツ系アメリカ人のマリー・ストリクラー(Marie Stickler)と結婚した。彼は1892年から彼女に求愛していた。マリーは1855年にマンハッタンに移住したフィリップ・ジェイコブ・ストリクラー(Phillip Jakob Strickler)の娘であり、バイエルン州イデンコーベンの出身であった。マリーは1918年に糖尿病の合併症が原因で死亡した。
1920年、ハルドリチカはドイツ系アメリカ人のウィルヘルミーナ・'ミーナ'・マンスフィールド(Wilhelmina Mina Mansfield)と再婚した。